# Banjo & Kazooie
Banjo & Kazooie são os protagonistas da série de jogos eletrônicos Banjo-Kazooie, criada pela empresa britânica de jogos eletrônicos Rare. Eles foram introduzidos no Banjo-Kazooie original (1998). Banjo é um urso de mel que é acompanhado por Kazooie, um pássaro que é frequentemente visto buscando abrigo na mochila de Banjo e emergindo para executar vários movimentos e ataques. As inúmeras aventuras da dupla geralmente os colocam contra a bruxa malvada Gruntilda.
Banjo fez sua estreia solo como um dos personagens jogáveis em Diddy Kong Racing (1997). Décadas após o lançamento de seu jogo original, Banjo e Kazooie ganharam ampla atenção por sua aparência jogável no Super Smash Bros. Ultimate da Nintendo.

## Conceito e design
O jogo que se tornaria Banjo-Kazooie começou no início do desenvolvimento como Dream: Land of Giants, no qual os jogadores controlariam um garoto empunhando uma espada chamado Edson lutando contra piratas.  Mais tarde no desenvolvimento, a Rare decidiu retrabalhar fortemente a premissa, e o personagem do jogador foi inicialmente alterado para um coelho antes de se decidir por um urso chamado Banjo. De acordo com a Rare, "Queríamos que os personagens atraíssem principalmente um público mais jovem, mas, ao mesmo tempo, dessem humor e atitude suficientes para não desencorajar os jogadores mais velhos".
A adição de Kazooie veio como resultado da Rare querer expandir as habilidades de Banjo. De acordo com Gregg Mayles, que atuou como designer-chefe de ambos os personagens, "Nós criamos o [...] ideia de que um par de asas poderia aparecer de sua mochila para ajudá-lo a realizar um segundo salto. Também queríamos que Banjo fosse capaz de correr muito rápido quando necessário [então] adicionamos um par de pernas de 'corrida rápida' que apareceram no fundo da mochila. [E logo depois] chegamos à conclusão lógica de que eles poderiam pertencer a outro personagem, um que realmente vivia na mochila de Banjo." O personagem recebeu o nome de um kazoo, que era considerado um instrumento irritante, "muito parecido com a personalidade do pássaro", explicou Mayles. Em vez de diálogos reais, todos os personagens do jogo apresentam vozes "murmurantes". Essa escolha foi feita para transmitir suas personalidades sem que eles realmente falassem, já que a Rare sentiu que o discurso real "poderia arruinar a percepção do jogador sobre os personagens", bem como devido ao tempo limitado de desenvolvimento disponível para implementar o recurso. A sequência do jogo, Banjo-Tooie, introduziu a capacidade de os personagens se separarem e serem controlados independentemente um do outro, com cada um capaz de executar habilidades únicas que de outra forma não seriam capazes de fazer enquanto estivessem unidos.
Quando a Rare se tornou uma desenvolvedora original do Xbox da Microsoft, marcas registradas de personagens como Banjo e Kazooie foram mantidas pela Rare.  Ao redesenhar os personagens de Banjo e Kazooie para Banjo-Kazooie: Nuts & Bolts, Mayles e Bryan inicialmente projetaram personagens de alta resolução para os protagonistas, mas Bryan lembrou que eles não tinham "o charme" que o jogo original continha. Mais tarde, durante o desenvolvimento, Bryan sugeriu que os personagens do jogo deveriam parecer cubóides e, assim, finalizou os designs com bordas suaves, mantendo as aparências originais dos dois personagens.  O programador principal de Banjo-Kazooie, Chris Sutherland, dublou os dois personagens em todas as suas aparições.

## Aparências

### Série Banjo-Kazooie
Banjo é descrito como um urso de mel macho afável da região da Montanha Espiral da Ilha O' Hags. Ele é constantemente acompanhado por seu melhor amigo, Kazooie, uma ave fêmea mal-humorada da espécie fictícia "Red-Crested Breegull" que vive em sua mochila. A dupla apareceu pela primeira vez como protagonista de Banjo-Kazooie de 1998, no qual trabalharam juntos para resgatar a irmã mais nova de Banjo, Tooty, da bruxa malvada Gruntilda. Banjo e Kazooie voltaram em Banjo-Tooie, trabalhando para evitar que Gruntilda drenasse a força vital da Ilha das Bruxas e se vingasse da morte de seu amigo Bottles.  Em Banjo-Kazooie: Grunty's Revenge, ambientado entre Kazooie e Tooie, Banjo e Kazooie viajam de volta no tempo para parar Gruntilda quando ela tenta impedir que os dois se encontrem. Tanto Banjo quanto Kazooie aparecem como personagens jogáveis individuais no jogo de corrida Banjo-Pilot. Em Banjo-Kazooie: Nuts & Bolts, Banjo e Kazooie devem competir com Gruntilda pela propriedade da Spiral Mountain em um concurso organizado pelo Senhor dos Jogos.

### Outras aparições
Banjo foi incluído como um piloto jogável em Diddy Kong Racing, antes do lançamento de Banjo-Kazooie. Banjo e Kazooie também aparecem como um piloto jogável na versão Xbox 360 de Sonic & Sega All-Stars Racing. A desenvolvedora Sumo Digital colaborou com a Rare para a inclusão do personagem, com a Rare dando à Sumo acesso à sua biblioteca de ativos, além de projetar e modelar o veículo do jogo de Banjo e Kazooie. Uma skin de personagem baseada em Banjo está disponível como conteúdo para download em várias versões do Minecraft. Banjo e Kazooie fizeram uma aparição em um jogo de multidão do SXSW em 2015.
Banjo e Kazooie também aparecem como um único lutador jogável por meio de conteúdo para download no jogo de luta crossover de 2018, Super Smash Bros. Ultimate. Phil Spencer, chefe da marca Xbox, afirmou que negociar a inclusão dos personagens foi um "acordo fácil de fazer" devido ao seu forte relacionamento de terceiros com a Nintendo. Os personagens foram lançados em 4 de setembro de 2019 ao lado de um palco baseado em arranjos musicais de Spiral Mountain e Banjo-Kazooie, incluindo um do compositor original Grant Kirkhope.  O artista de Diddy Kong Racing, Paul Cunningham, foi responsável pelo design de Banjo e Kazooie em Ultimate. O chefe do estúdio Rare, Craig Duncan, explicou que se encontrou com a Nintendo na E3 2018 para discutir a inclusão dos personagens, depois conectou suas equipes porque achavam que parecia uma grande oportunidade. Em uma entrevista posterior, Duncan compartilhou que o Minecraft abriu o caminho para o relacionamento entre a Nintendo e a Microsoft, que permitiu a inclusão de Banjo e Kazooie. Masahiro Sakurai observou que a adição de Banjo e Kazooie como um lutador jogável em Super Smash Bros. Ultimate aconteceu "com bastante facilidade", apesar de sua propriedade pela Microsoft. De acordo com Sakurai, em uma votação de fãs oficialmente sancionada realizada para Super Smash Bros. para Nintendo 3DS e Wii U em 2015, Banjo e Kazooie foram os segundos personagens mais solicitados depois de Sora de Kingdom Hearts, o que levou à inclusão dos personagens no Ultimate.

## Recepção
Os críticos elogiaram os padrões de fala únicos e diversos dos personagens na série Banjo-Kazooie. A Nintendo Power observou que os personagens "têm uma atitude mais barulhenta do que Mario e sua equipe". Em Banjo-Pilot, Eurogamer e VideoGamer notaram que personagens como Banjo eram relativamente obscuros e provavelmente só seriam reconhecidos por aqueles que jogavam os jogos N64 Banjo. Em Banjo-Kazooie: Grunty's Revenge, a GameZone apreciou que a Rare trouxe "a hilária e indescritível tagarelice de Banjo" de volta. Edge afirmou que seus personagens são "impossíveis de não gostar". Samuel James Riley, do GamesRadar, listou Banjo e Kazooie como a melhor dupla de videogame e afirmou ainda que, ao contrário de algumas duplas, as peculiaridades particulares de Banjo e Kazooie realmente funcionam para melhorar um ao outro. Nick Gillett, do The Guardian, listou Kazooie como o melhor ajudante de videogame, e afirmou ainda que o relacionamento de Kazooie com Banjo é uma inversão agradável do companheiro normalmente aquiescente. Gus Turner, da Complex Networks, listou Banjo e Kazooie como um dos heróis de videogame mais esquecidos e afirmou ainda que "a dupla de animais da Rare pegou em grande estilo com os jogadores do N64". Ravi Sinha, da GamingBolt, listou os designs de Banjo & Kazooie em Banjo Kazooie: Nuts and Bolts em quarto lugar em sua lista de "Pior Design de Personagem de Videogame", afirmando que "Se você jogou Banjo Kazooie e sua sequência intermitente, a dupla dinâmica pareceu fofa, mas não arrogante". A sagacidade mordaz de Kazooie e a natureza amigável de Banjo pareciam perfeitas. Então, é claro, Banjo Kazooie: Nuts and Bolts teve que transformá-los em figuras mais "vanguardistas". Kazooie está praticamente pingando atrevimento enquanto Banjo parece, bem, sombrio. Obrigado, Microsoft!" Fan art e vários jogos de fãs com os personagens foram criados ao longo dos anos.
Antes de serem anunciados para Super Smash Bros. Ultimate, Banjo e Kazooie eram uma escolha popular para inclusão na lista, e foram sugeridos para adição por fãs, bem como sites de jogos, incluindo Screen Rant, IGN, Metro, e Colar.  A popularidade de Banjo e Kazooie aumentou, principalmente devido às reações que seus fãs tiveram à sua adição ao elenco de Super Smash Bros. Ultimate. Steve Mayles, um ex-artista da Rare e o artista original dos personagens, disse que a adição do Banjo e Kazooie à série Super Smash Bros. poderia acabar salvando a série Banjo-Kazooie. Mayles também elogiou a arte e a animação da dupla em Smash Bros. Ultimate, e ficou surpreso com a recepção que os fãs tiveram com a adição dos personagens. Cecilia D'Anastasio do Kotaku disse que as aparições de Banjo e Kazooie em Smash Bros. são intrigantes, criticando seus movimentos lentos e lentos, e considerou que os personagens não são tão bons quanto parecem. Bryce Johnson, do Screen Rant, colocou Banjo e Kazooie em oitavo lugar em sua lista classificada de personagens DLC de Super Smash Bros. Ultimate. Mitchell Saltzman, da IGN, elogiou o design dos personagens, dizendo que "permanece fiel aos designs do N64, ao mesmo tempo em que os torna mais expressivos do que nunca". David Lozada, da GameRevolution, afirmou que a revelação de Banjo e Kazooie foi "estranha".
Várias mercadorias dos personagens foram lançadas, incluindo um amiibo lançado em 2020, uma figura de Totaku e figuras colecionáveis e de vinil de Youtooz.